# Boží pole

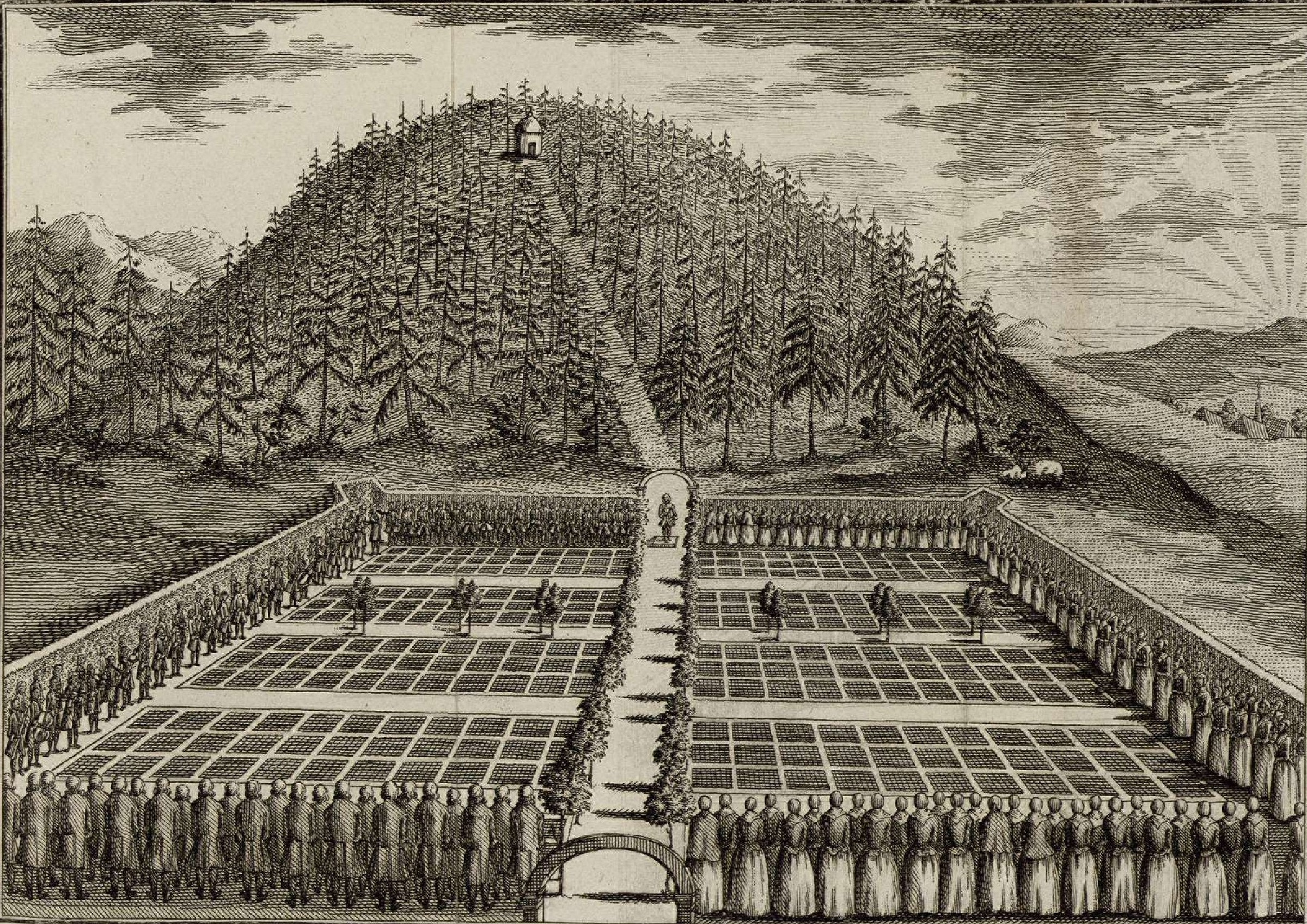
Boží pole v Herrnhutu (rok 1762)

Boží pole je místo určené k pohřbívání zemřelých. V protestantském prostředí zde zesnulí, jako kdyby byli zasetí na poli, čekají na den vzkříšení. Na rozdíl od hřbitova se z Božích polí „staré“ hroby neodstraňují a místo svým charakterem odpovídá pohřebišti.

## Moravská církev
Boží pole a soubory staveb Moravské církve (jež je obnovenou Jednotou bratrskou) se nacházejí v různých částech světa a bývají zařazovány do seznamů kulturních památek dané země či do seznamů Světového dědictví UNESCO. Výjimkou je „Nové Polsko“, které vzniklo po roce 1945 a tyto protestantské hřbitovy na poválečně získaném území zahladilo. Největší Boží pole je v Ochranově; nachází se v něm přes 6000 hrobů. Mezi nimi je nespočet hrobů pobělohorských exulantů z Moravy a Čech, včetně jejich potomků. Na Božích polích jsou pohřbeni například: Kristián David, David Nitschmann (biskup), David Nitschmann (tesař), Matthäus Stach, David Zeisberger...

### Uspořádání hrobů

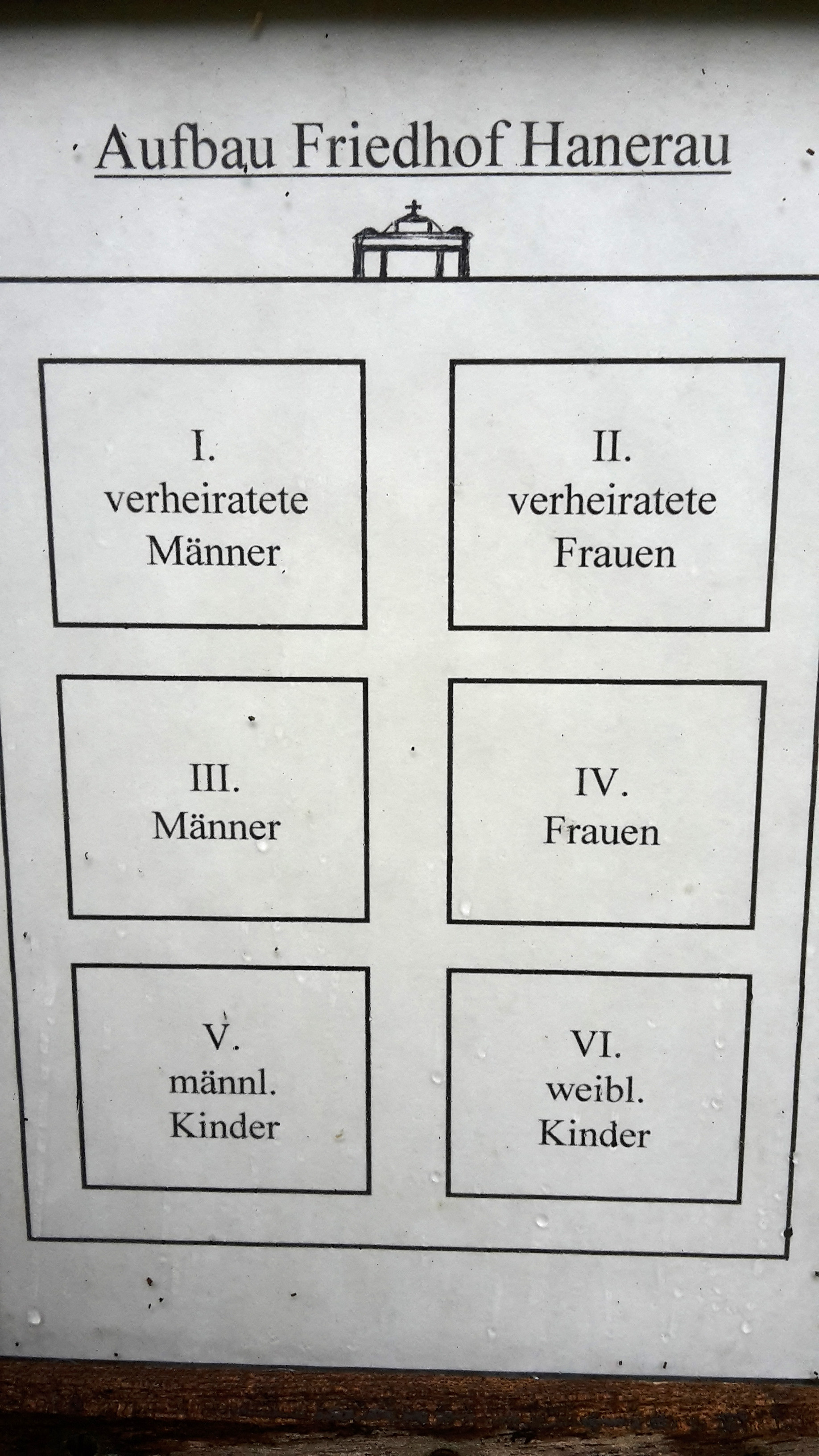
Hanerau – uspořádání, Šlesvicko-Holštýnsko.

Hroby jsou seřazeny podle skupin tak, jak byla či je kongregace rozčleněna. Ve sborových shromážděních bývají věřící odděleni podle pohlaví a stavu – vdovy, ženatí, děti... Zesnulí jsou na Božích polích pohřbíváni v příslušném sektoru chronologicky, tedy v pořadí dle data smrti. Na moravských Božích polích nejsou žádné rodinné hroby. Nezdobené kamenné náhrobky symbolizují rovnost všech bratří a sester před Bohem i ve smrti. Výjimkou jsou pouze hroby rodiny Mikuláše Ludvíka Zinzendorfa, které byly už v 18. století v Herrnhutu zvýrazněny jako projev úcty a vděčnosti.

### Bohoslužba na Božím poli

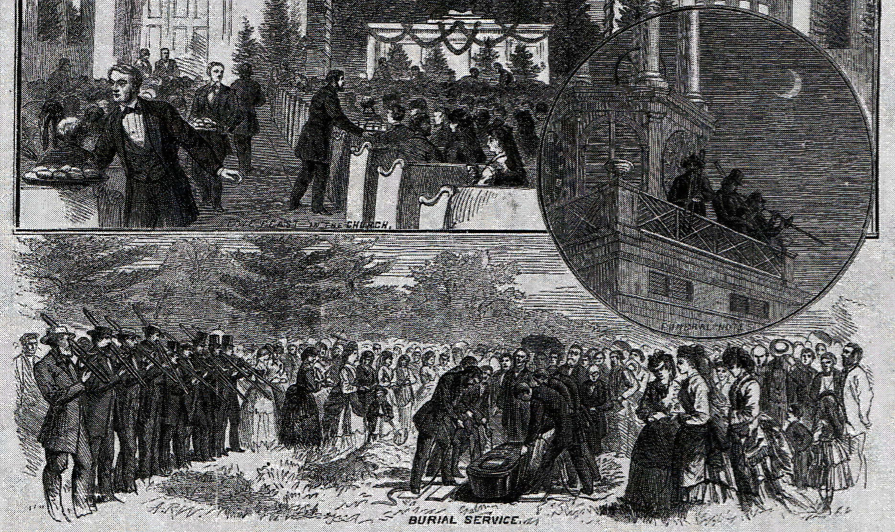
V Bethlehemu (1874, Alfred Waud)

Každoročně na Velký pátek se konají ve sborových domech Hody lásky, na Bílou sobotu členové kongregace zdobí hroby na Božích polích tak, aby pohřebiště vypadalo jako kvetoucí zahrada. Velikonoční neděli zahajují hudebníci před úsvitem; shromáždění začíná před sborovým domem, následuje krátká bohoslužba, která vrcholí na Božím poli. Tam, mezi hroby zesnulých bratří a sester, oslavují věřící Moravané vzkříšení Ježíše Krista za zpěvu hymnů. Při východu slunce obřad končí. Poprvé se tento obřad konal v roce 1732 v Herrnhutu.

## Galerie Božích polí (výběr)

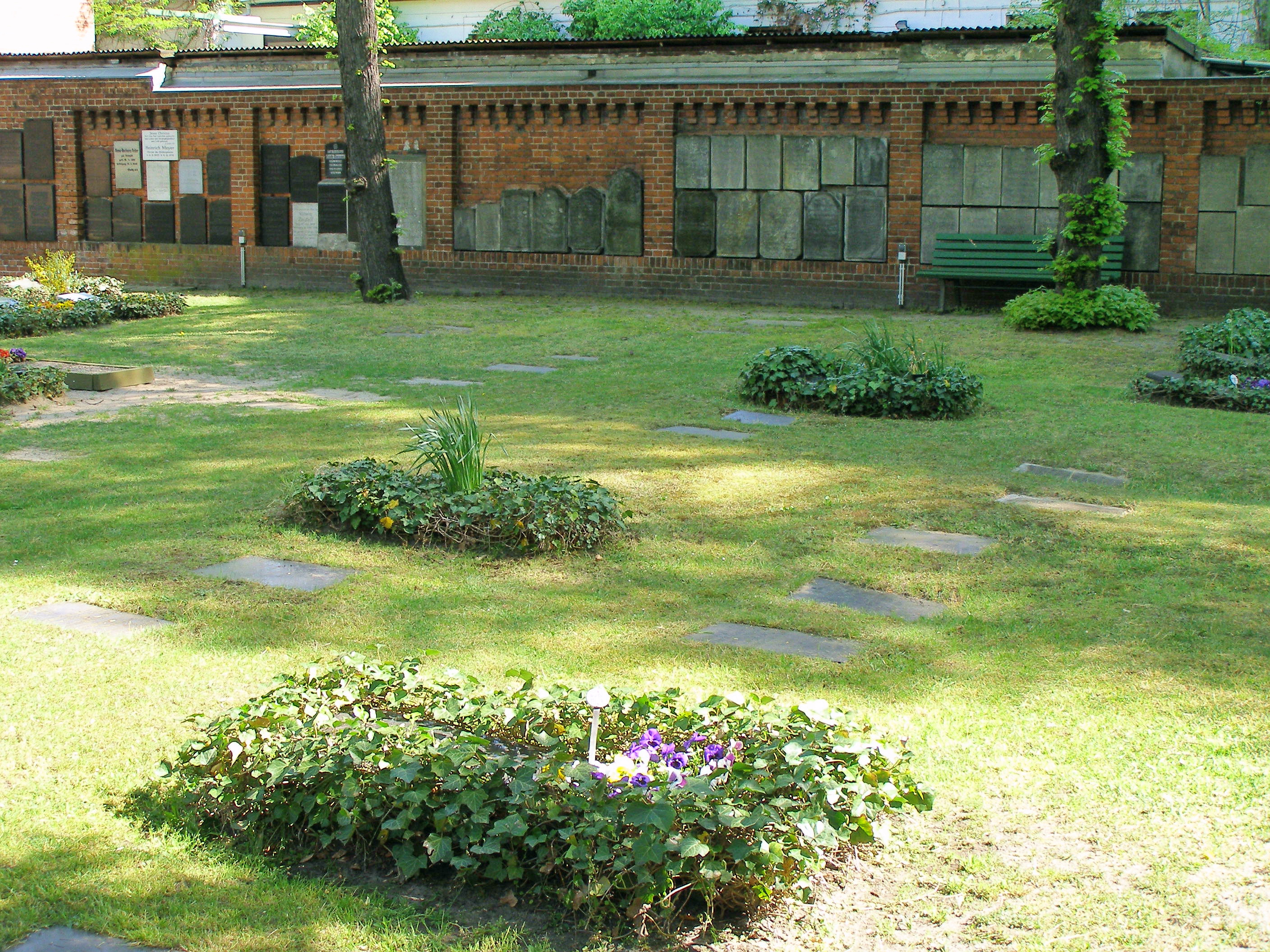
Český Rixdorf
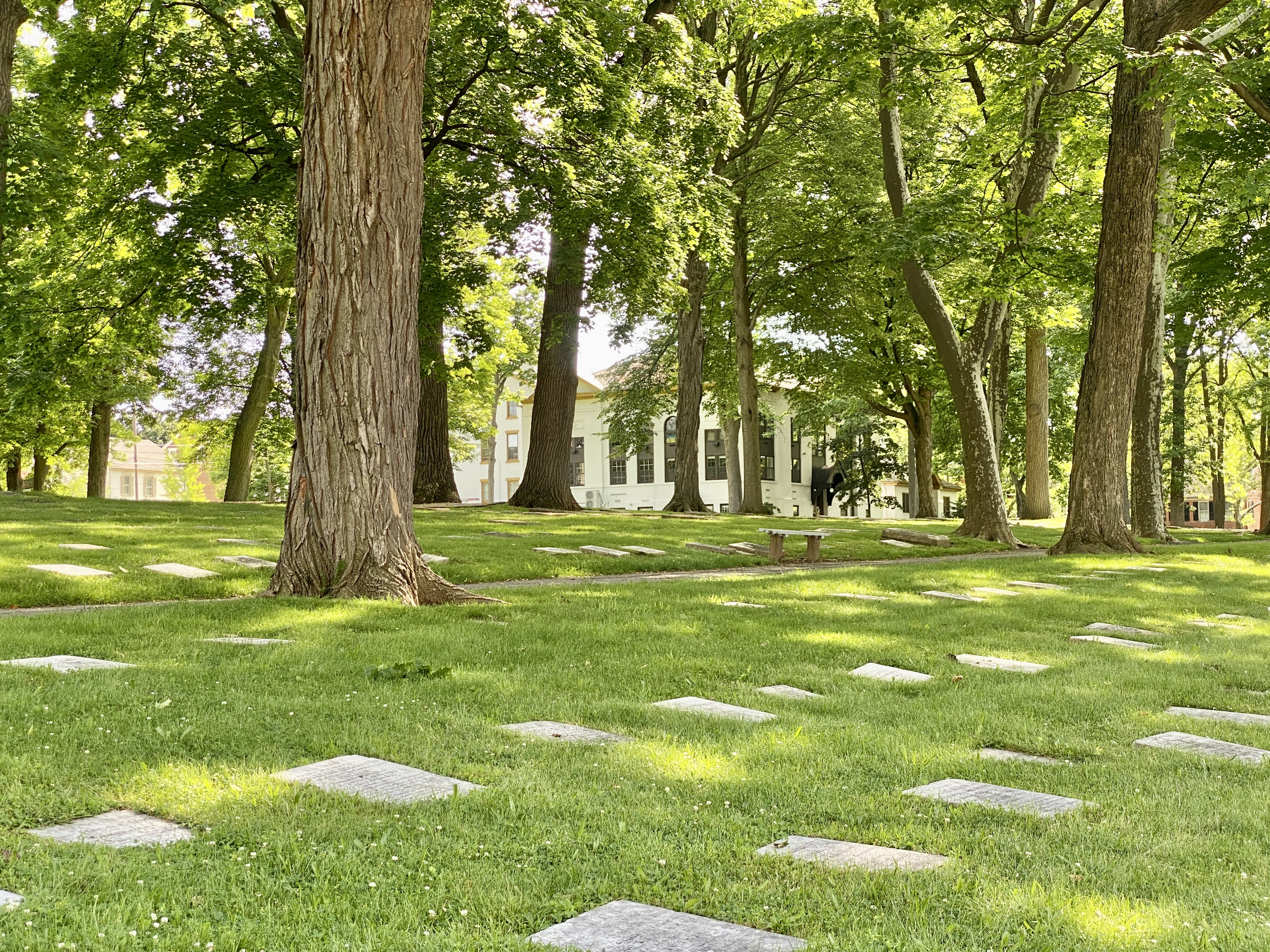
Bethlehem (Moravian cementary)
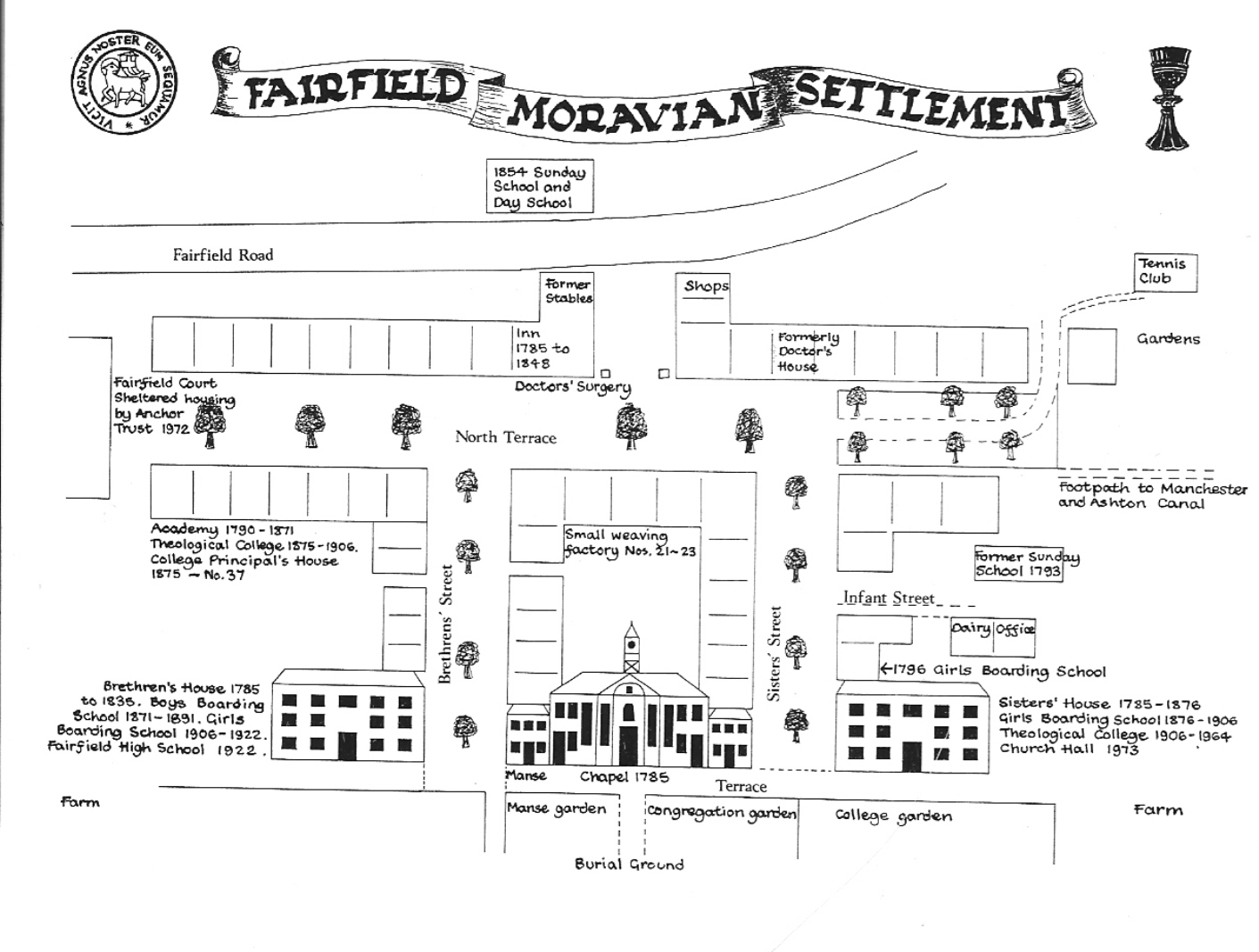
Fairfield (God's Acre and Moravian Church)
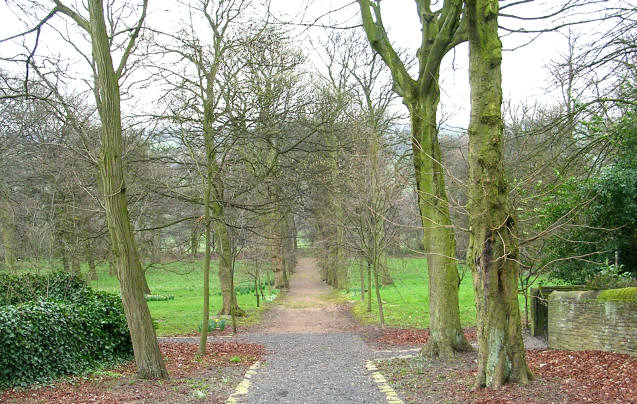
Fulneck ve West Yorkshire (God's Acre)
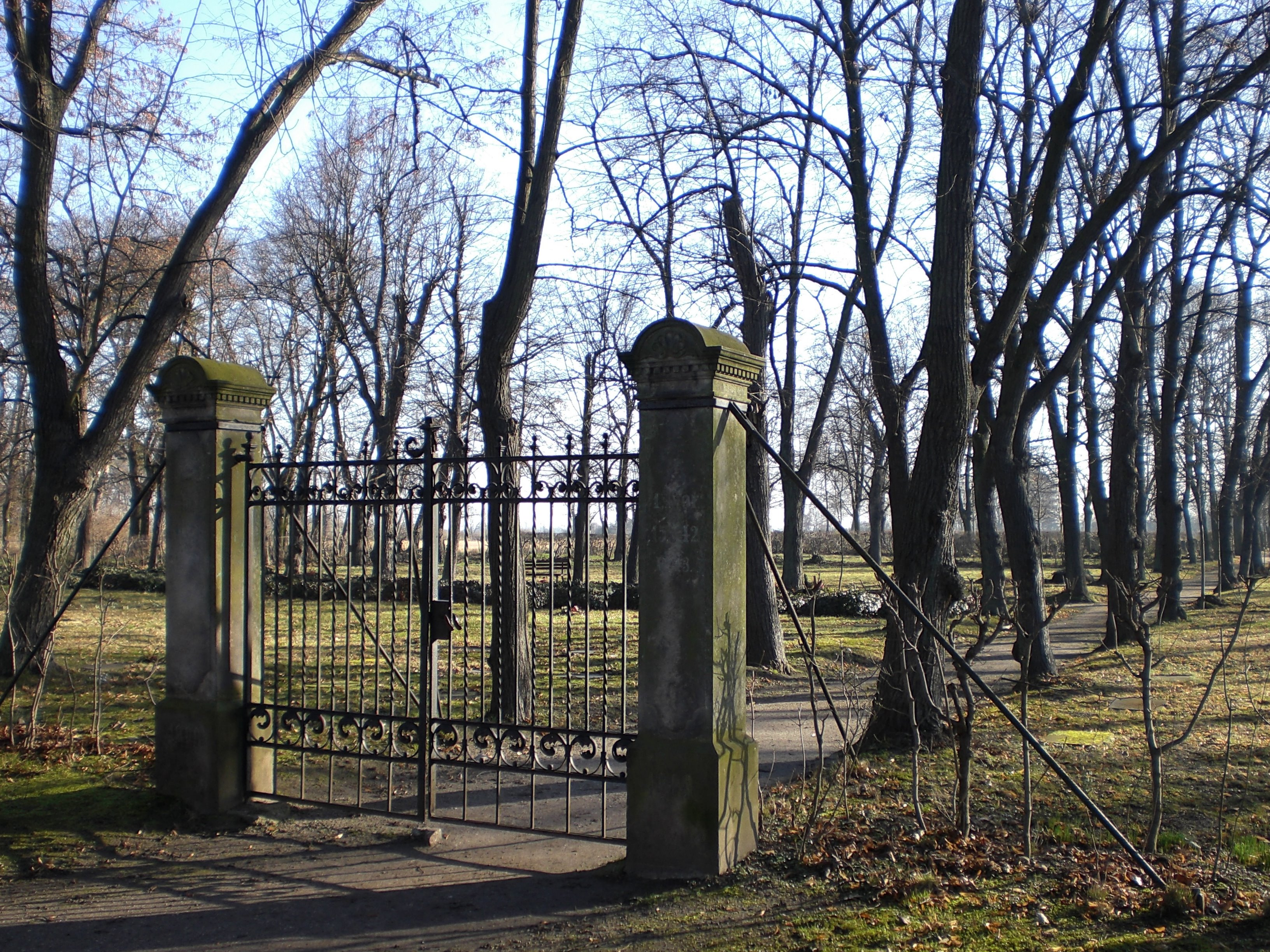
Gnadau (Gottes Acker)
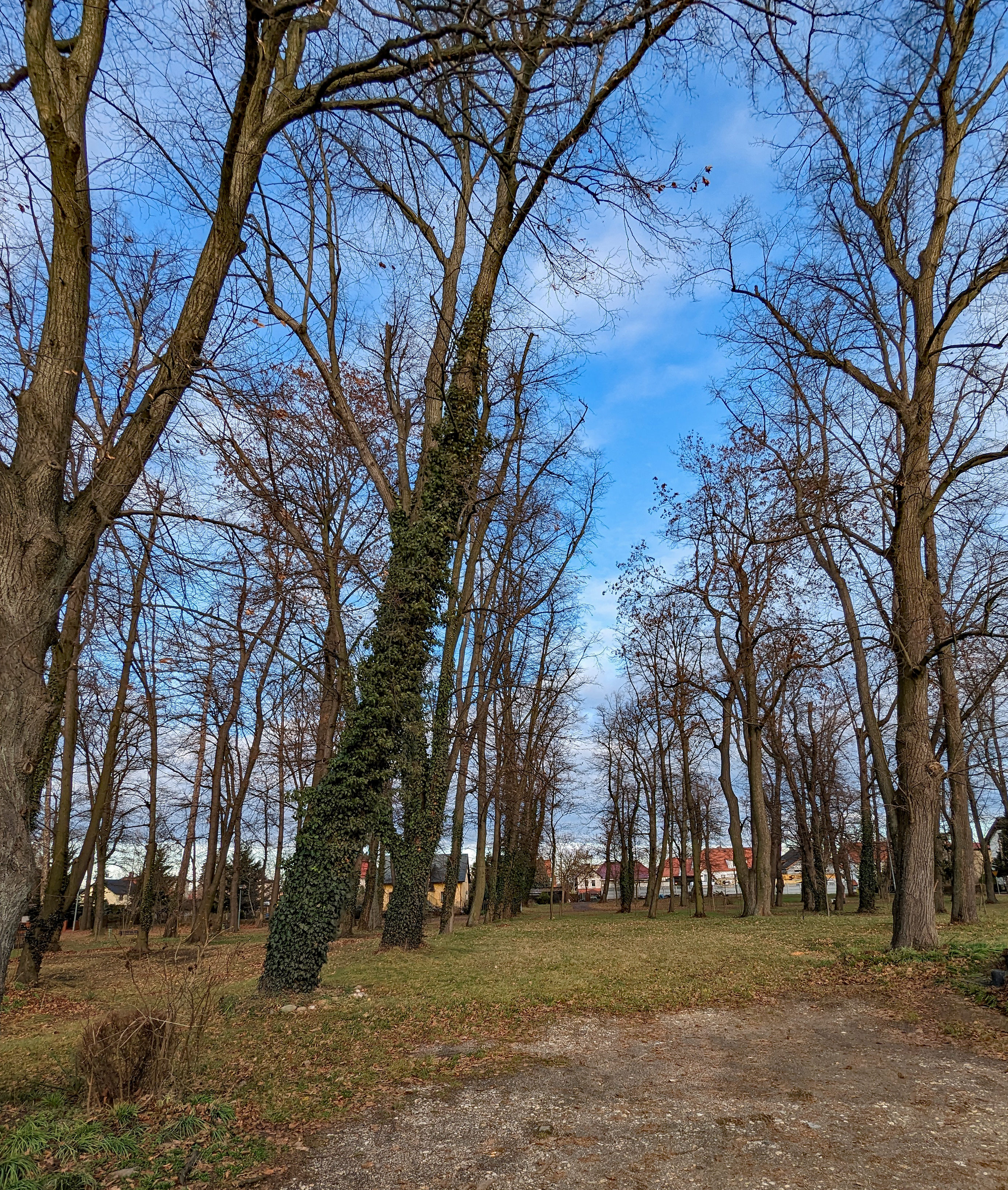
Godnów (Gnadenberg), park, Polsko
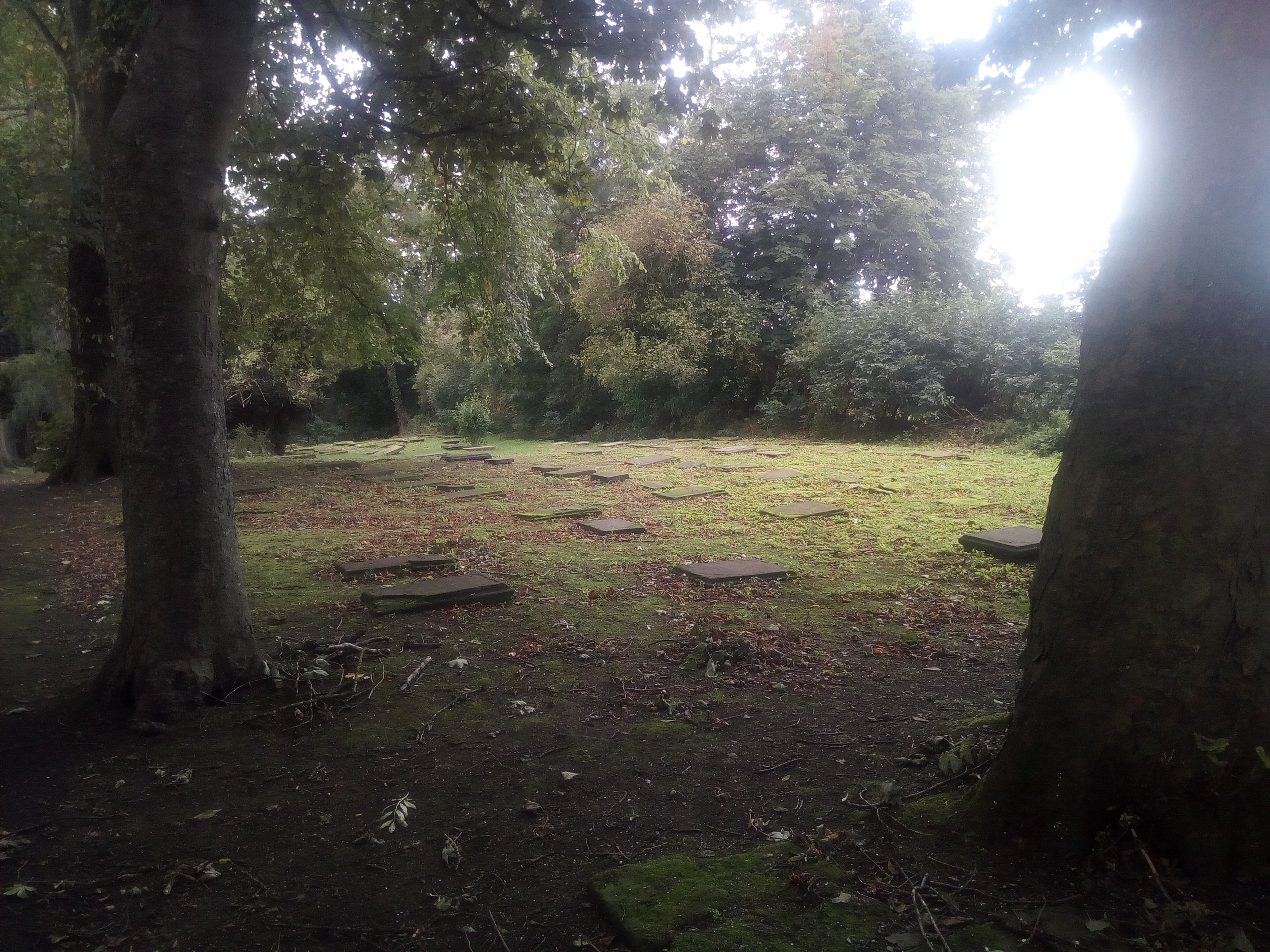
Gracehill u Ballymena, Severní Irsko
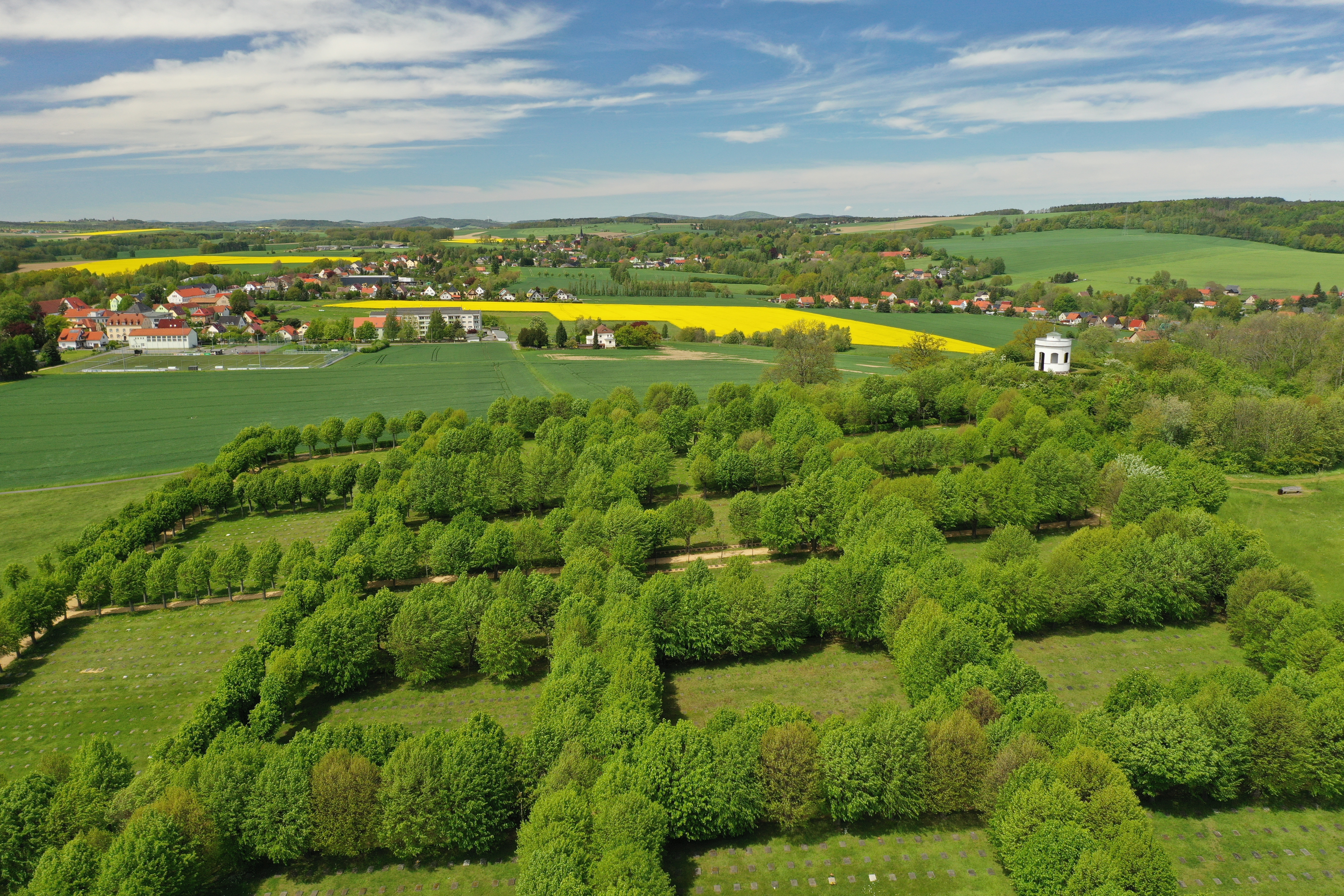
Herrnhut (Gottesacker)
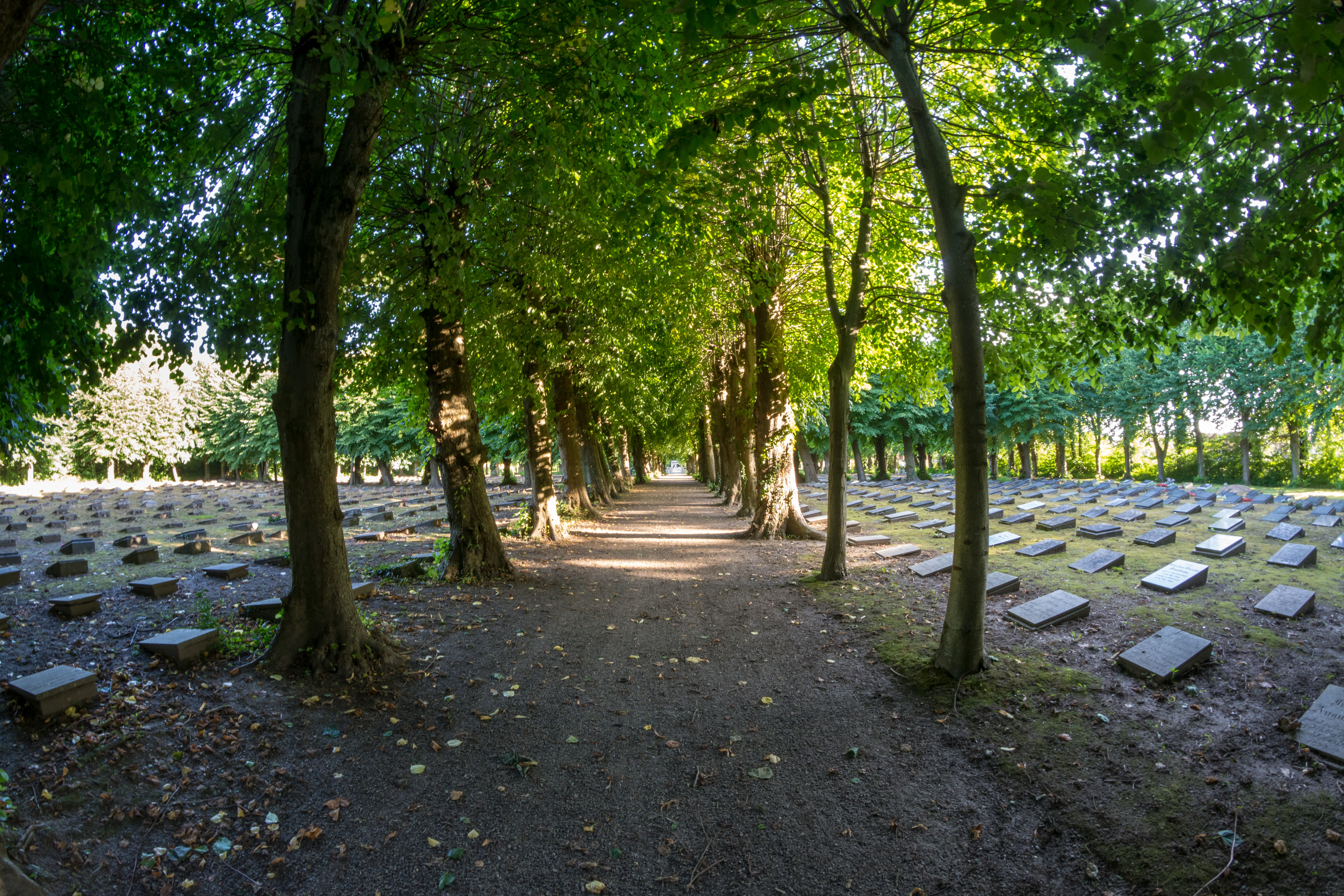
Christiansfeld, Dánsko (Gudsageren)
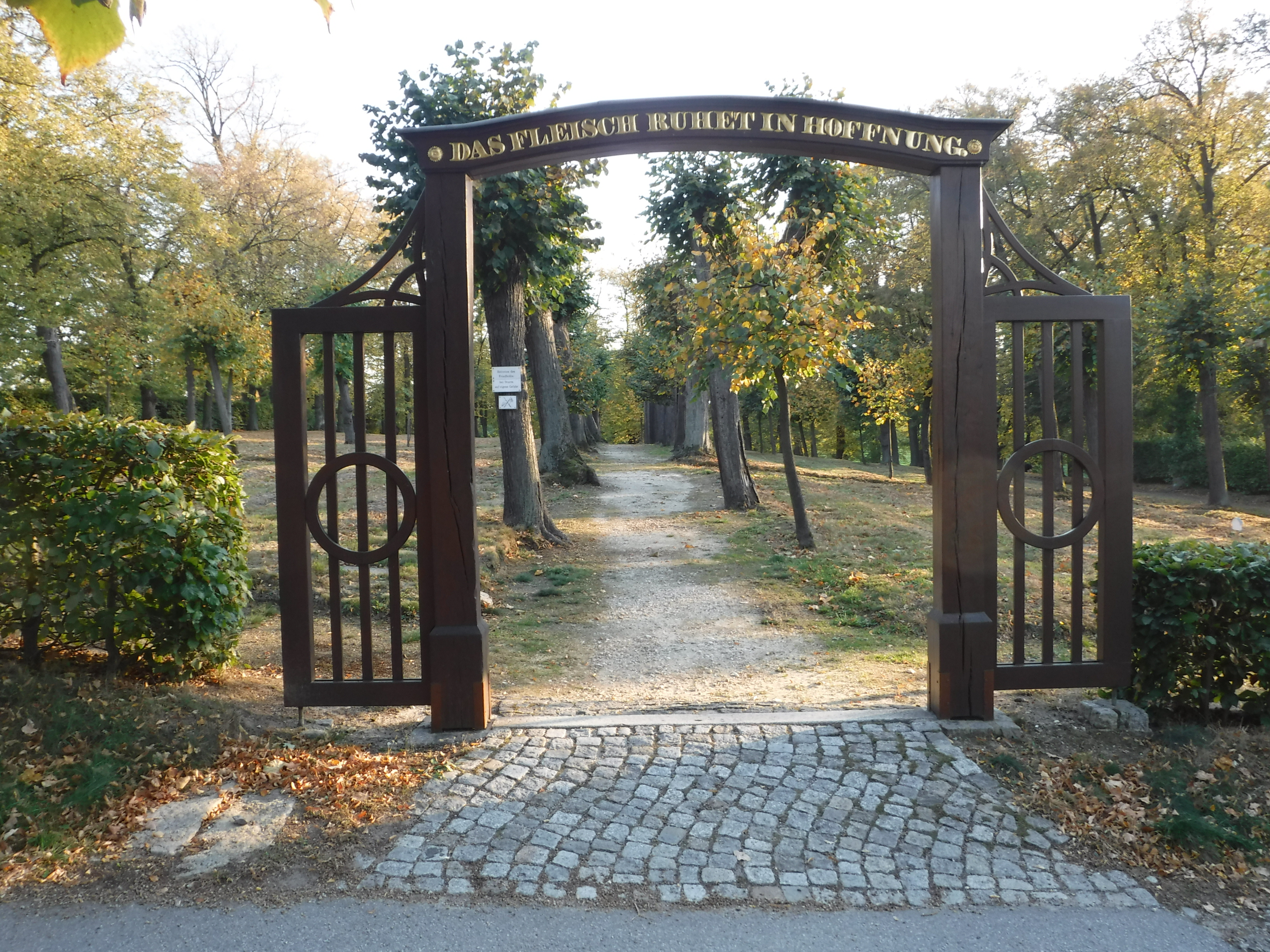
Kleinwelka u Budyšína (Lužičtí Srbové)
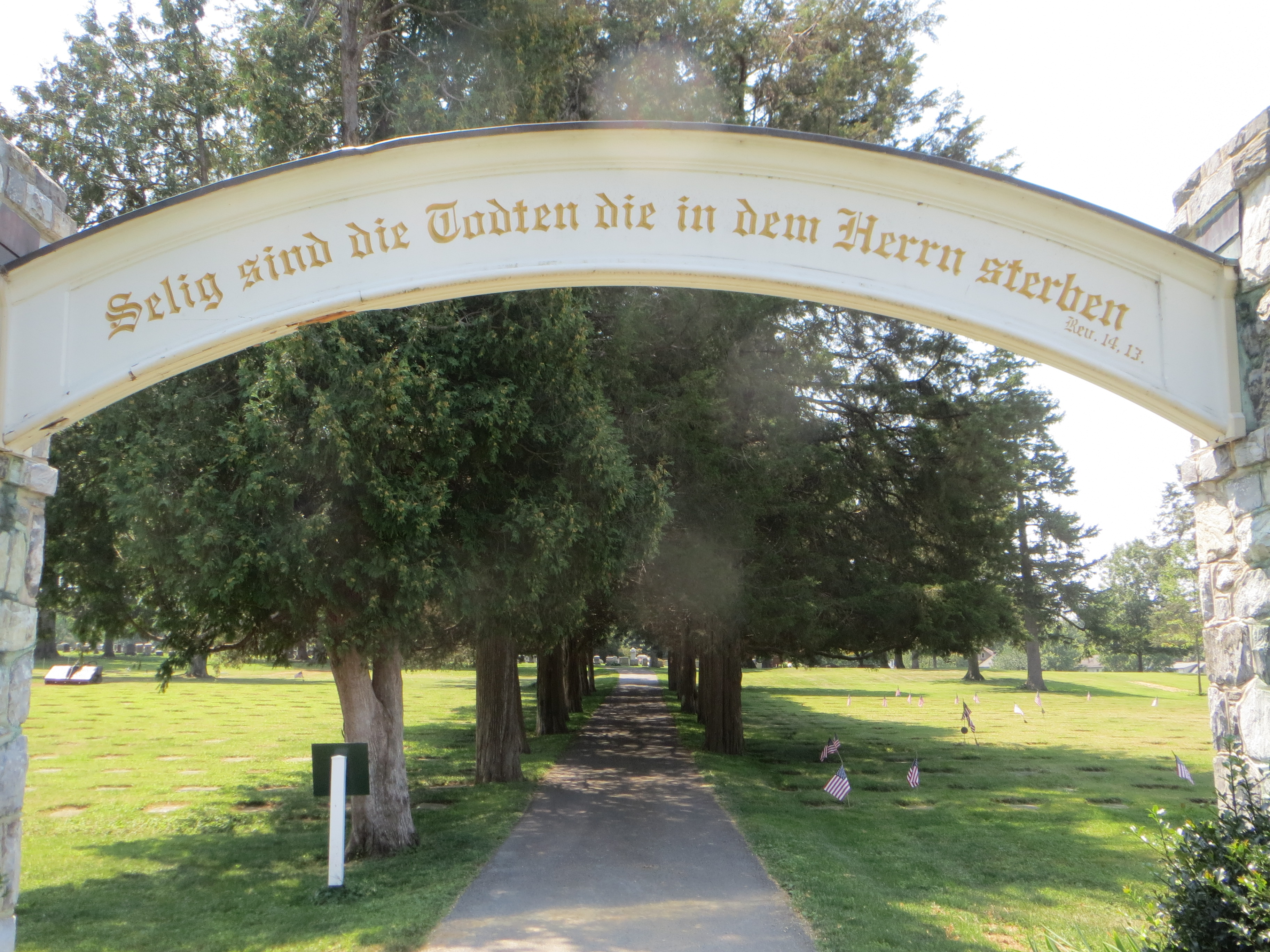
Lititz (též Graveyard)
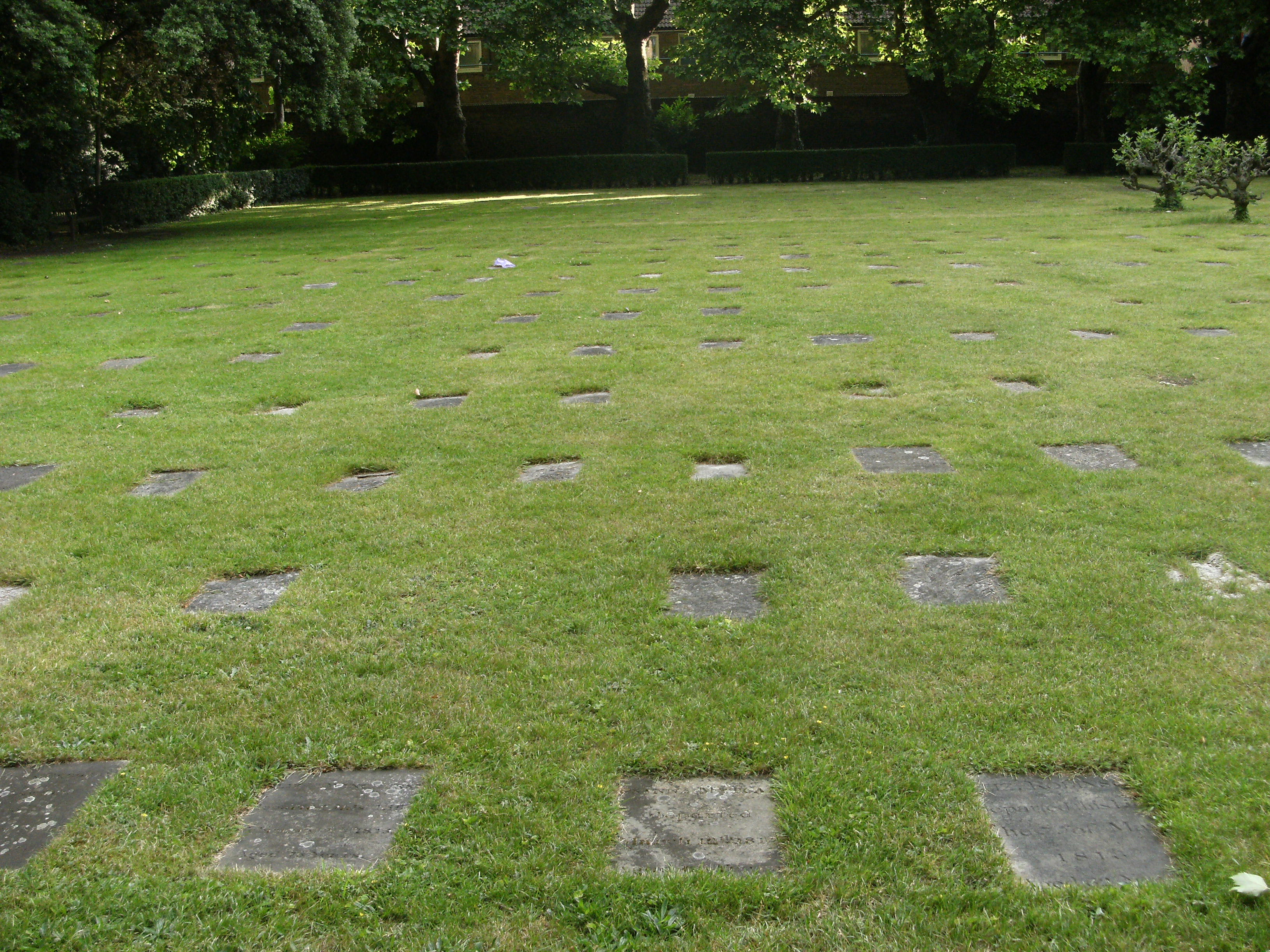
Londýn (God's Acre)
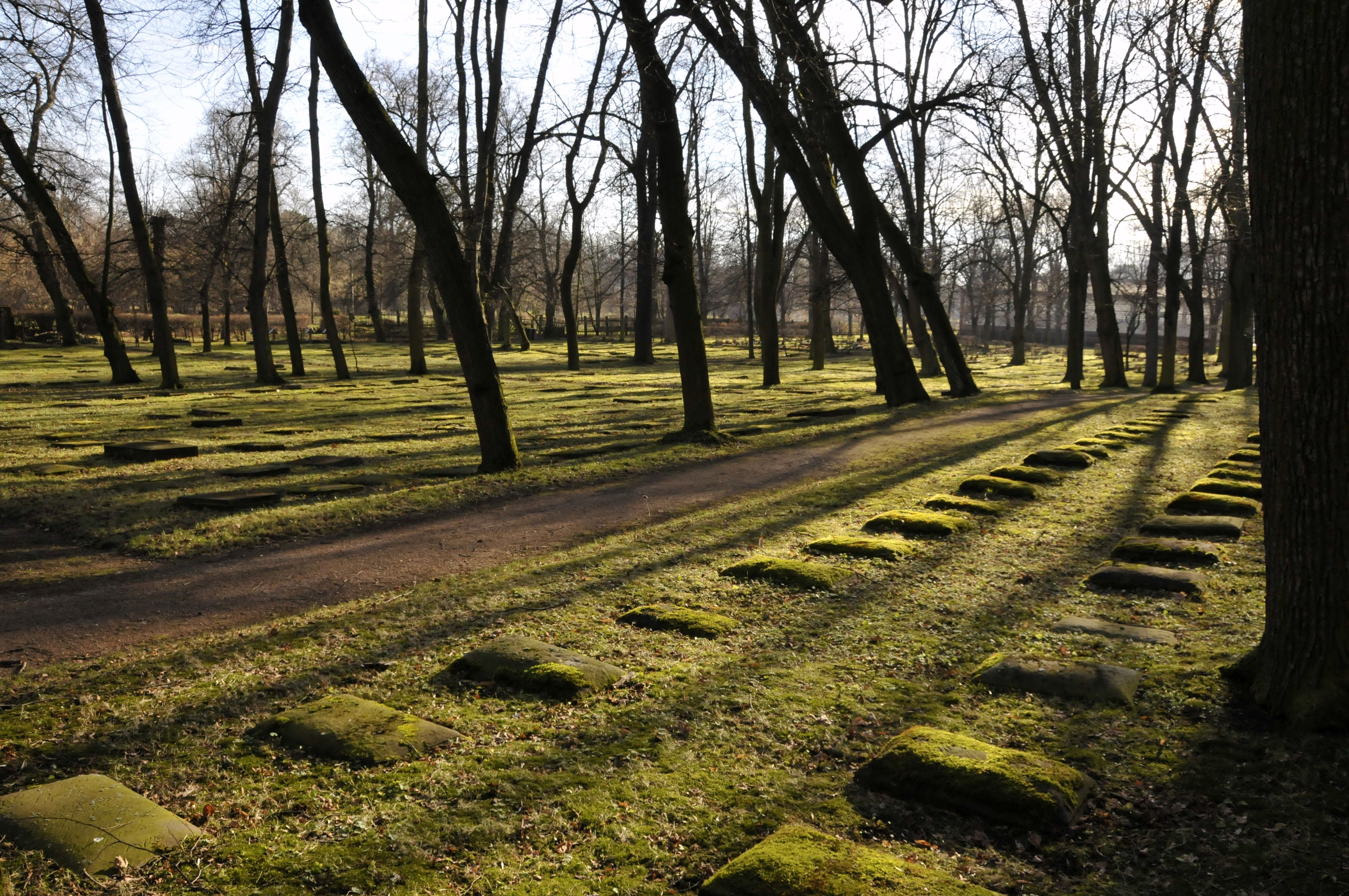
Neudietendorf, okres Gotha, Durynsko
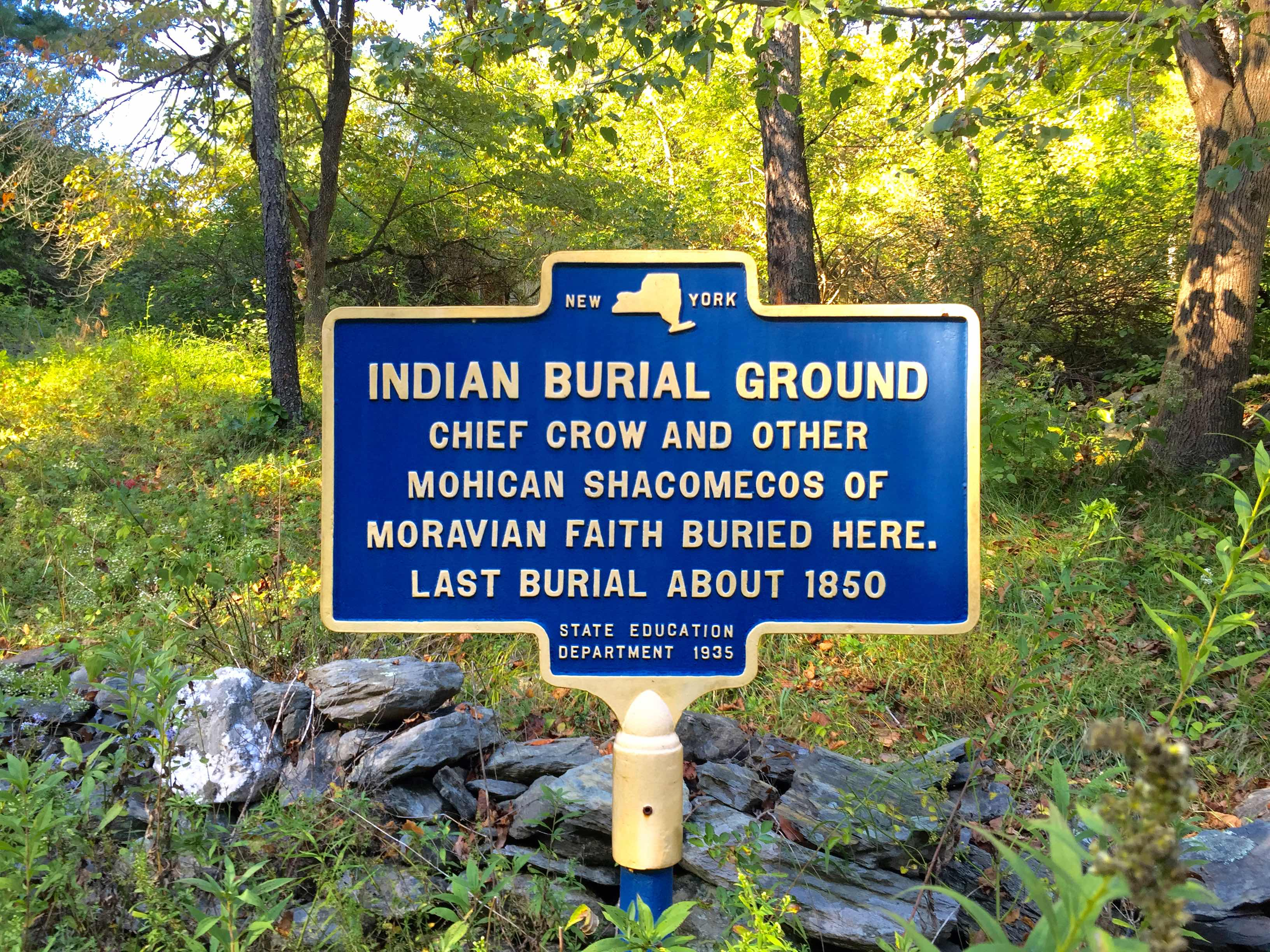
New York (Moravští Mohykáni)
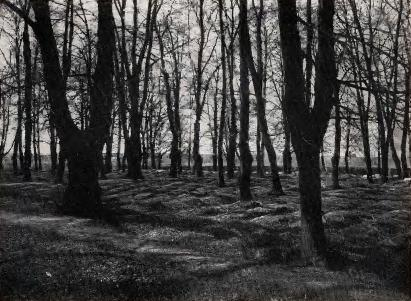
Pawłowiczki, není památkově chráněno
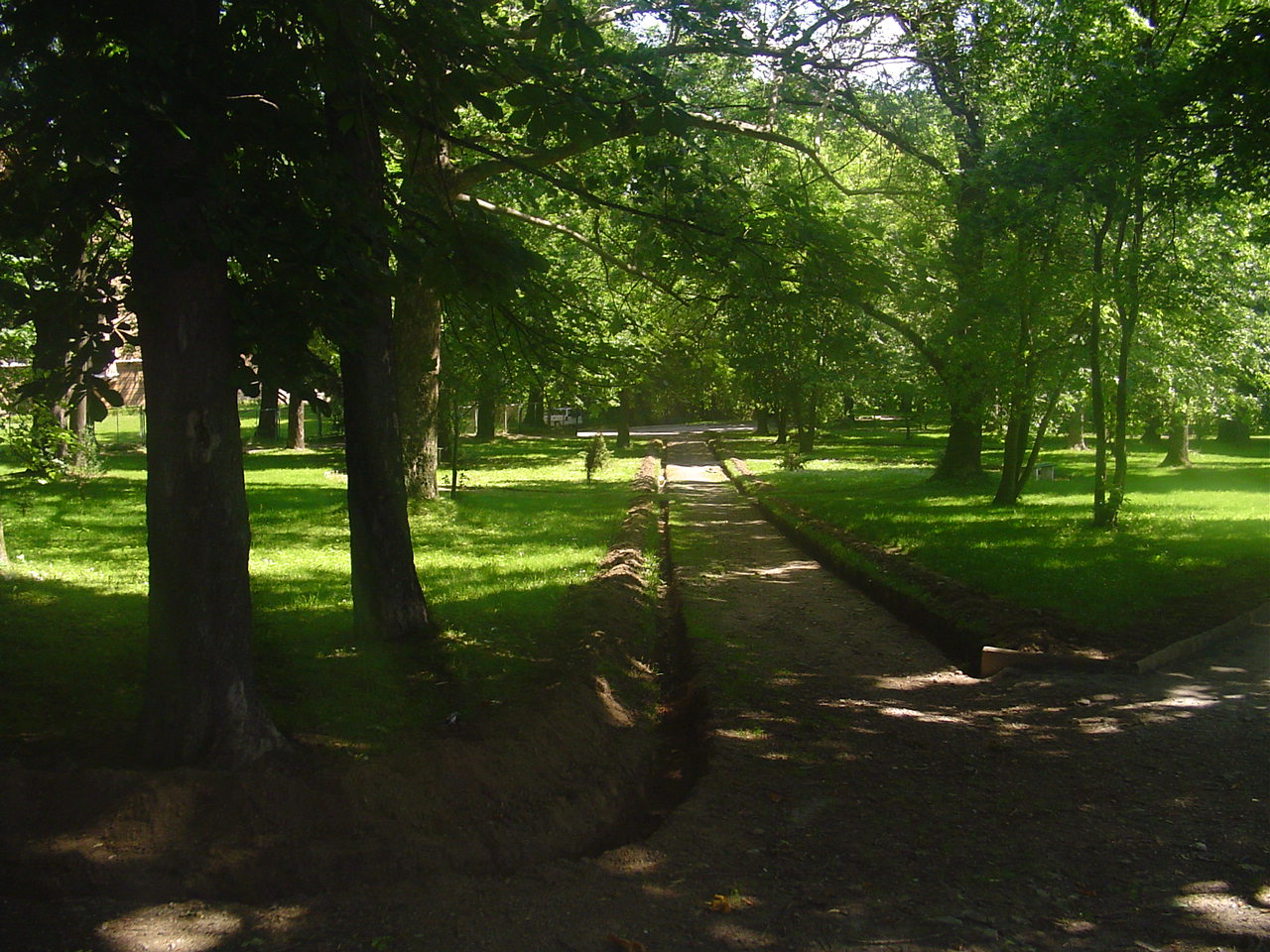
Piława Górna, zrušeno  na „městský park“
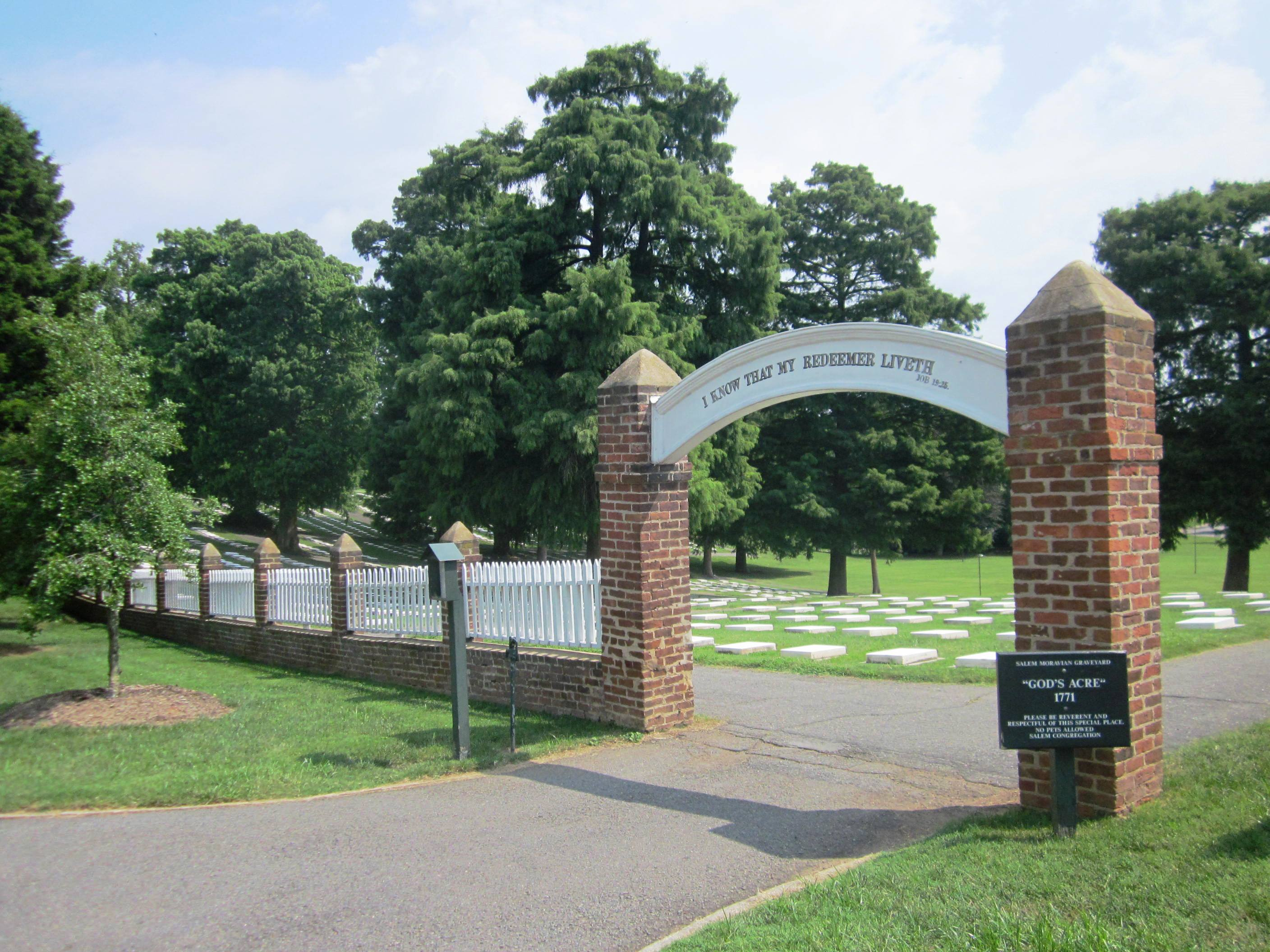
Salem, USA (God's Acre)
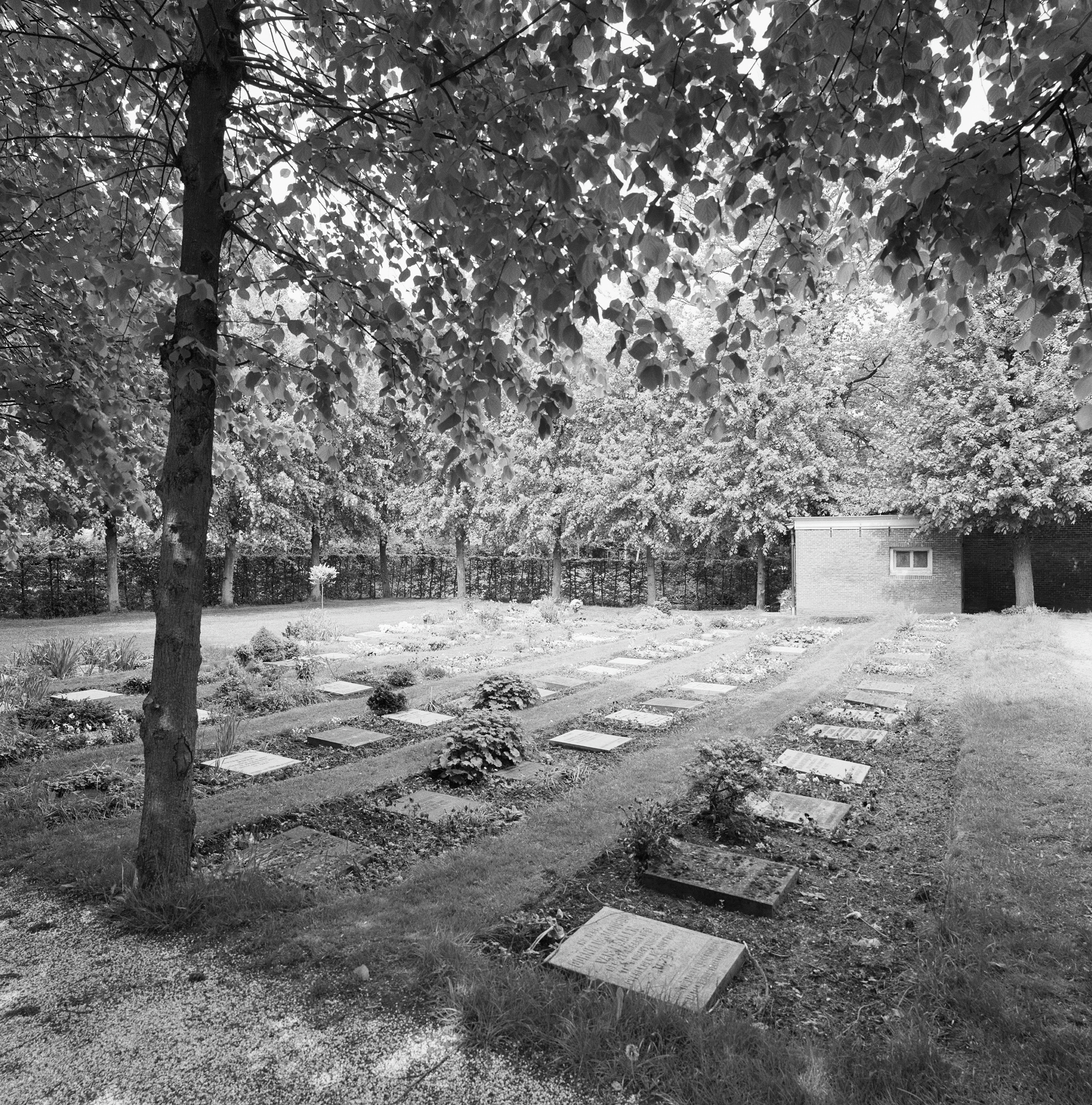
Zeist, Nizozemsko (Begraafplaats)